# Daniele Orsato
Daniele Orsato (Montecchio Maggiore, 23 de novembre de 1975) és un ex àrbitre de futbol italià.

## Carrera
Orsato va esdevenir àrbitre FIFA el 2010. Va arbitrar partits de les fases de classificació pel Mundial 2014 i l'Euro 2012.
Orsato també va arbitrar partits de les fases de grups de la Champions League 2012-13, 2013-14, i 2014-15.
El 2016, Orsato va arbitrar el partit de la ronda de 16ens de final entre PSV Eindhoven i Atlètic de Madrid de la Lliga de Campions de la UEFA 2015–16.
El 14 de març de 2017, Orsato va arbitrarel partit de la ronda de 16ens de final entre Leicester City FC i Sevilla FC en la Lliga de Campions de la UEFA 2016–17.
L'1 de juliol de 2018, Orsato vou nomenat àrbitre de VAR pel partit del Mundial 2018 entre Croàcia i Dinamarca.
El 12 de febrer de 2019, Orsato va arbitrar el partit de primera volta de setzens de final entre el Manchester United FC i el PSG en la Lliga de Campions de la UEFA. Va mostrar 10 targetes grogues (6 pel Manchester i 4 pel PSG) i va expulsar Paul Pogba en el minut 89.
Orsato fou l'arbitre de la final de la UEFA Champions League 2020 entre Paris Sant-Germain i Bayern de Múnic.
Va arbitrar la segona volta de la semifinal de l'edició de 2021 de la Lliga de campions entre Chelsea FC i Reial Madrid..
El 2020, Orsato va ser premiat per la IFFHS com al millor l'àrbitre d'aquell any natural.